# FIFA korruptionssag 2015
FIFA korruptionssag 2015 er en korruptionssag, der involverer det international fodboldforbund FIFA. Sagen kom for alvor i mediernes søgelys den 27. maj 2015, da schweizisk politi foretog anholdelser af 14 personer med relation til FIFA, i forbindelse med den 65. FIFA kongres.

## Baggrund

### Garciarapporten
På baggrund af Garciarapporten efterforsker den schweiziske statsadvokat svindel og korruption i forbindelse med tildelingen af værtskabet af VM i fodbold 2018 til Rusland og VM i fodbold 2022 til Qatar. FIFA har efterfølgende suspenderet 11 personer. De schweiziske autoriteter beslaglagde "elektronisk data og dokumenter" i deres razzia på FIFA's hovedkvarter i Zürich den samme dag, som anholdelserne fandt sted.

### FBI
Det amerikanske forbundspoliti, FBI, efterforskede svindel i forbindelse med fodboldarrangementer afholdt i USA. Det drejede sig om medie-, marketing- og sponsorrettigheder.

## Individuelle arrestationer
I alt 18 personer og to firmaer er blevet anklaget, herunder ni FIFA-officials og fem forretningsmænd.

### Personer
| Navn              | Nationalitet                   | Position | Status              |
| ----------------- | ------------------------------ | --- | ------------------- |
| Chuck Blazer      | USA                            | Tidligere generalsekretær for CONCACAF                                                                                             | Erkendt sig skyldig |
| Alejandro Burzaco | Argentina                      | CEO for Torneos y Competencias | Anklaget            |
| Aaron Davidson    | USA                            | Bestyrelsesformand for Board of Governors i den amerikanske North American Soccer League og præsident for Traffic Sports USA       | Anklaget            |
| Rafael Esquivel   | Venezuela                      | Præsident for Venezuelas fodboldforbund og medlem af CONMEBOL's eksekutivkomite                                                    | Arresteret          |
| Eugenio Figueredo | Uruguay                        | FIFA Vicepræsident, tidligere præsident for Uruguays fodboldforbund, og tidligere præsident for CONMEBOL                           | Arresteret          |
| José Hawilla      | Brasilien                      | Ejer og grundlægger af Traffic Group                                                                                               | Erkendt sig skyldig |
| Hugo Jinkis       | Argentina                      | Præsident for Full Play Group | Anklaget            |
| Mariano Jinkis    | Argentina                      | Vicepræsident for Full Play Group S.A.; søn af Hugo Jinkis                                                                         | Anklaget            |
| Nicolás Leoz      | Paraguay / · Colombia          | Tidligere præsident for CONMEBOL                                                                                                   | Anklaget            |
| Eduardo Li        | Costa Rica                     | Præsident for Costa Ricas fodboldforbund, på valg til FIFA's eksekutivkomite, og medlem af CONCACAF's eksekutivkomite              | Arresteret          |
| José Marguiles    | Brasilien                      | Generalsekretær for Traffic Sports Brazil                                                                                          | Anklaget            |
| José Maria Marin  | Brasilien                      | Tidligere præsident for Brasiliens fodboldforbund og tidligere guvernør for São Paolo                                              | Arresteret          |
| Julio Rocha Lopez | Nicaragua                      | Præsident for Nicaraguas fodboldforbund, FIFA-udviklingsofficer, og tidligere præsident for Central American Football Union        | Arresteret          |
| Costas Takkas     | Storbritannien / · Caymanøerne | Tidligere generalsekretær for Cayman Islands Football Association og Attaché til CONCACAF-præsidenten                              | Arresteret          |
| Daryan Warner     | Trinidad og Tobago / · Grenada | Søn af Jack Warner | Erkendt sig skyldig |
| Daryll Warner     | Trinidad og Tobago / · USA     | Søn af Jack Warner og tidligere FIFA-udviklingsofficer                                                                             | Erkendt sig skyldig |
| Jack Warner       | Trinidad og Tobago             | Tidligere vicepræsident i FIFA, tidligere præsident for CONCACAF og tidligere Minister for national sikkerhed i Trinidad og Tobago | Arresteret          |
| Jeffrey Webb      | Caymanøerne                    | Præsident for CONCACAF, præsident for Cayman Islands Football Association, og FIFA vicepræsident                                   | Arresteret          |

### Anklagede virksomheder
| Navn                         | Land               | Position                                                | Status              |
| ---------------------------- | ------------------ | ------------------------------------------------------- | ------------------- |
| Traffic Sports USA           | USA                | Fodboldevent management, underafdeling af Traffic Group | Erkendt sig skyldig |
| Traffic Sports International | Britiske Jomfruøer | Fodboldevent management, underafdeling af Traffic Group | Erkendt sig skyldig |

## Reaktioner

### Regeringer
- Brazil – Den brasilianske senator og tidligere fodboldspiller Romário de Souza Faria sagde at det "uheldigvis ikke var vores politi der anholdte dem, men nogle skulle arrestere dem en eller anden dag." Senator Romário har været en stor kritiker af den påståede korruption i FIFA.[7]
- Colombia – Rigsadvokaten i Colombia, gennem diplomatiske linjer, anmodede om adgang til undersøgelsesdokumenterne for at fastslå. om der var nogle colombianere, der kunne kædes sammen med uregelmæssigheder i FIFA, og tilbød også at hjælpe med efterforskningen hvis USA's anklagere ønskede det.[8] I nyere tid er Colombia blevet valgt til af FIFA til at afholde FIFA U-20 World Cup 2011 og FIFA Futsal World Cup der skal finde sted i 2016.
- Costa Rica – Costa Ricas statsadvokat igangsatte en efterforskning af Eduardo Li angående hvidvaskning af penge, og sagde i den forbindelse "selvom de fleste af disse begivenheder foregik uden for Costa Rica, er det vores ansvar at følge op på det og finde ud af om der blev begået noget kriminelt her."[9]

### Ligaer
North American Soccer League-bestyrelsen suspenderende formanden Aaron Davidson og forretningsforbindelser med. Carolina RailHawks, en hold ejet af Traffic Sports, fik lov til at "fortsætte på sædvanlige vilkår".

## Efterfølgende
FIFA's præsident, Sepp Blatter, var ikke blandt de anholdte og bedyrede sin uskyld. Han blev derpå genvalgt på kongressen, men valgte at trække sig fra præsidentposten fire dage efter valget.